# 半井清

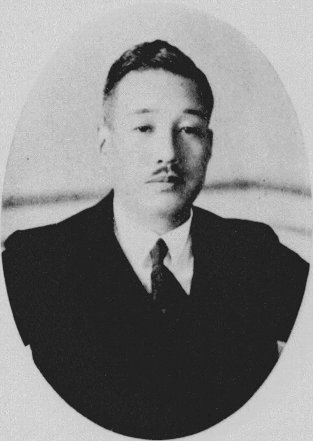
半井清

半井 清（なからい きよし、1888年3月31日 - 1982年9月3日）は、日本の内務官僚、政治家。官選府県知事、北海道庁長官、横浜市長。

## 経歴
岡山県出身。衆議院議員・福井三郎の長男として生まれるが半井家を継いだ。第一高等学校を経て、1913年7月、東京帝国大学法科大学法律学科（独法）を卒業。同年11月、文官高等試験行政科試験に合格。同年12月、大阪府属となり内務部地方課に配属。その後、大阪府理事官、大阪府視学官、石川県理事官などを歴任。
1919年10月、朝鮮総督府に転じ学務局宗教課長に就任。さら兼総督官房文書課長、学務局学務課長などを歴任した。
1923年5月、内務省社会局第二部第二課長に転じた。以後、滋賀県警察部長、福島県書記官・内務部長、栃木県書記官・内務部長、大阪府書記官・内務部長などを歴任。
1931年1月、佐賀県知事に就任。同年12月、宮崎県知事に発令されたが赴任を拒否し辞職。1932年6月、栃木県知事に就任し、宮城県知事を経て、1935年6月、内務省社会局長官となる。1936年3月、神奈川県知事に発令され、北海道庁長官、大阪府知事を歴任し、1941年1月に退官した。
1941年2月、横浜市長に就任し1946年11月まで在任したが公職追放となる。1951年8月に公職追放が解除され、1952年11月から横浜商工会議所会頭を務める。1959年4月、前横浜市長・平沼亮三の死去に伴う市長選で当選し、二度目の横浜市長に一期在任した。
1982年9月3日死去。墓所は東京都港区にある表参道駅至近の青山善光寺。

## 栄典
勲章等
- 1940年（昭和15年）8月15日 - 紀元二千六百年祝典記念章[1]

外国勲章佩用允許
- 1943年（昭和18年）9月11日 - ドイツ国：ドイツ鷲勲章功労十字星章[2]

## 著作
- 『時局ト北海道ノ使命』[北海道], 1939
- 『決戦下町内会長の使命』(町内会隣組運営資料) 横浜市, 1943.5 全国書誌番号:44043566
- 『浮き草の思い出』半井清, 1972.7
- 『三つの顔を持つ人間像』半井清, 1973.11
- 『わが人生』神奈川新聞社, 1979.9